# Айхвурцель, Бернд
Бернд Айхвурцель (нем. Bernd Eichwurzel; род. 25 октября 1964, Ораниенбург, Бранденбург) — немецкий гребец, выступавший за сборную ГДР по академической гребле в 1980-х годах. Чемпион летних Олимпийских игр в Сеуле, трёхкратный чемпион мира, победитель многих регат национального и международного значения.

## Биография
Бернд Айхвурцель родился 25 октября 1964 года в городе Ораниенбург, ГДР. Проходил подготовку в Потсдаме в местном спортивном клубе «Динамо» под руководством тренера Бернда Ландфойгта.
Впервые заявил о себе в гребле в 1981 году, выиграв золотую медаль в распашных рулевых четвёрках на чемпионате мира среди юниоров в Болгарии. В следующем сезоне на юниорском мировом первенстве в Италии одержал победу в безрульных двойках.
Первого серьёзного успеха на взрослом международном уровне добился в сезоне 1983 года, когда вошёл в основной состав восточногерманской национальной сборной и побывал на чемпионате мира в Дуйсбурге, откуда привёз награду серебряного достоинства, выигранную в зачёте рулевых четвёрок — в финале пропустил вперёд только экипаж из Новой Зеландии.
В 1985 году выступил на чемпионате мира в Хазевинкеле, где взял бронзу в рулевых четвёрках.
На мировом первенстве 1986 года в Ноттингеме обошёл всех соперников в зачёте рулевых четвёрок и получил золото. Год спустя на аналогичных соревнованиях в Копенгагене повторил это достижение в той же дисциплине.
Благодаря череде удачных выступлений удостоился права защищать честь страны на Олимпийских играх 1988 года в Сеуле — в составе экипажа, куда также вошли гребцы Франк Клавонн, Бернд Низекке, Карстен Шмелинг и рулевой Хендрик Райхер, занял первое место в программе мужских распашных четвёрок с рулевым и тем самым завоевал золотую олимпийскую медаль.
После сеульской Олимпиады Айхвурцель остался в составе гребной команды ГДР и продолжил принимать участие в крупнейших международных регатах. Так, в 1989 году он выступил на чемпионате мира в Бледе, где финишировал четвёртым в зачёте распашных четвёрок.
В 1990 году на мировом первенстве в Тасмании добавил в послужной список ещё одну золотую медаль в распашных четвёрках, став таким образом трёхкратным чемпионом мира по академической гребле.
За выдающиеся спортивные достижения дважды награждался орденом «За заслуги перед Отечеством» в золоте (1986, 1988).
Помимо занятий спортом служил в Народной полиции, после объединения Германии работал шофёром.